# Боголюбово (Сумская область)
Боголюбово (укр. Боголюбове) — село, (с 1924 по 1957 г.— Петровское, до 2021 г. — Заречное)
Заречненский сельский совет,
Тростянецкий район,
Сумская область,
Украина.
Код КОАТУУ — 5925082701. Население по переписи 2001 года составляло 122 человека.
Является административным центром Заречненского сельского совета, в который, кроме того, входит село
Лучка.

## Географическое положение
Село Заречное находится на правом берегу реки Ворскла в месте впадения в неё реки Боромля,
ниже по течению на расстоянии в 3,5 км расположено село Сосонка (Ахтырский район),
на противоположном берегу — село Литовка (Ахтырский район).
Река в этом месте извилистая, образует лиманы, старицы и заболоченные озёра.
Рядом проходит автомобильная дорога Н-12.

## История
- На окраине Заречного обнаружены остатки поселения скифских времен, а также трех городищ, двух поселений и два курганных могильника северян (VIII—X вв.) и периода Киевской Руси (XI—XII вв.).[4]
- В Заречном найден фрагмент глиняного кувшина с гербом литовского князя Витовта[5].
- Основано во второй половине XVII века как село Боголюбово.
- В 1924 году переименовано в село Петровское.
- На фронтах Великой Отечественной войны и в партизанских отрядах против немецко-фашистских захватчиков сражались 100 жителей, 30 из них за мужество и отвагу награждены орденами и медалями СССР, 44 отдали жизнь в боях за свободу и независимость Родины. В Заречном сооружен мемориальный комплекс в честь советских воинов, погибших при освобождении села от гитлеровцев, и односельчан, павших в борьбе против фашистов.
- В 1957 году переименовано в село Заречное.Спутниковая съёмка села Заречное. 1966 год

## Объекты социальной сферы
- Зарічненська сільська рада[6] , отделение связи.
- Фельдшерско-акушерский пункт.
- Клуб (временно не работает).
- Библиотека (основной фонд в с. Лучка).
- Магазин (на ремонте).
- Школа (на ремонте).

## Достопримечательности
- Большое и Кукуево городище.
- Мемориальный комплекс в честь погибших односельчан в ВОВ.

## Экология
Гетьманский национальный природный парк

## Транспорт
- Есть асфальтированная дорога, соединяющая трассу Н-12 с селом.
- Курсирует маршрутный автобус Тростянец-Лучка-Тростянец-Заречное-Тростянец с понедельника по субботу. Два рейса

## Экономика
Частный сельскохозяйственный и садоводческий бизнес, туризм.